# فلونیچا
فلونیچی (به ایتالیایی: Felonica) یک کومونه در ایتالیا است که در استان منتووا واقع شده‌است.

## خصوصیات
فلونیچی ۲۲٫۵ کیلومترمربع مساحت و ۱٬۵۸۶ نفر جمعیت دارد.